# Geelbuiklelvliegenvanger
De geelbuiklelvliegenvanger (Platysteira concreta; synoniem: Dyaphorophyia concreta) is een zangvogel uit de familie Platysteiridae (lelvliegenvangers).

## Verspreiding en leefgebied
Deze soort komt voor in westelijk en centraal Afrika en telt vier ondersoorten:
- P. c. concreta: van Sierra Leone tot Ghana.
- P. c. ansorgei: westelijk Angola.
- P. c. graueri: van Nigeria tot Gabon; oostelijk Congo-Kinshasa en westelijk Kenia.
- P. c. kungwensis: westelijk Tanzania.

## Status
De grootte van de populatie is niet gekwantificeerd maar de soort wordt omschreven als schaars tot algemeen. Op de Rode lijst van de IUCN heeft deze soort de status niet bedreigd.